# آهنگ پلنگ صورتی
«آهنگ پلنگ صورتی» (انگلیسی: The Pink Panther Theme) موسیقی است که توسط انریکو نیکولا مانچینی معروف به هنری مانچینی برای سری فیلمهای پلنگ صورتی ساخته بود. این آهنگ که در کلید می-مینور (E مینور) نوشته شده، نامزد دریافت جایزه اسکار ۱۹۹۴ برای بهترین موسیقی متن فیلم شد.